# Gouvernement Padacké III
Transition
Déby Kebzabo
Le gouvernement Albert Pahimi Padacké (3) est le gouvernement de la république du Tchad du 2 mai 2021 au 11 octobre 2022,.

## Composition

### Initiale (2 mai 2021)
La composition est la suivante
| Portefeuille | Nom                                | Nom | Parti          |
| --- | ---------------------------------- | --- | -------------- |
| Premier ministre | Albert Pahimi Padacké              |     | RNDT-Le Réveil |
| Ministre d’État chargé de la Réconciliation nationale et du dialogue                                                                                             | Acheikh Ibni Oumar                 |     |                |
| Ministre des Affaires étrangères, de l’Intégration africaine et des Tchadiens de l’étranger                                                                      | Chérif Mahamat Zene                |     |                |
| Ministre de la Justice, garde des sceaux, chargé des Droits humains                                                                                              | Mahamat Ahmat Alhabo               |     | PLD            |
| Ministre délégué à la Présidence du conseil chargé de la Défense nationale, des Anciens combattants et des Victimes de guerre                                    | Daoud Yaya Brahim                  |     |                |
| Ministre de la Sécurité publique et de l’Immigration | Souleyman Abakar Adoum             |     |                |
| Ministre de l’Administration du territoire et de la Décentralisation                                                                                             | Mahamat Bechir Cherif              |     |                |
| Ministre de l’Enseignement supérieur, de la Recherche scientifique et de l’Innovation                                                                            | Lydie Beassemda                    |     | PDII           |
| Ministre de la Communication, porte parole gouvernement | Abderaman Koulamallah              |     | UDT            |
| Ministre de l’Économie, de la Planification du développement et de la Coopération internationale                                                                 | Issa Doubragne                     |     |                |
| Ministre des Infrastructures et du Désenclavement | Patalet Geo                        |     |                |
| Ministre du Développement agricole | Kamoungué Nee Dene-Assoum          |     |                |
| Ministre des Finances et du Budget | Tahir Hamid Nguilin                |     | MPS            |
| Ministre de la Santé et de la Solidarité nationale | Abdoulaye Sabre Fadoul             |     |                |
| Ministre des Mines et de la Géologie | Abdelkerim Mahamat Abdelkerim      |     |                |
| Ministre des Postes et de l’Économie numérique | Idriss Saleh Bachar                |     | MPS            |
| Ministre du Pétrole et de l’Énergie | Oumar Torbo                        |     |                |
| Ministre des Transports et de la Sécurité routière | Fatimé Goukouni Weddeye            |     |                |
| Ministre de l’Éducation nationale et de la Promotion civique | Kosmadji Merci                     |     |                |
| Ministre de la Formation professionnelle et des Métiers | Isabelle Housna Kassire            |     |                |
| Ministre de la Fonction publique, de l'Emploi et de la Concertation sociale                                                                                      | Brah Mahamat                       |     |                |
| Ministre du Commerce et de l'Industrie | Ali Djadda Kampard                 |     |                |
| Ministre de l'Hydraulique urbaine et rurale | Alio Abdoulaye Ibrahim             |     |                |
| Ministre de la Jeunesse, des Sports et de la Promotion de l'entrepreneuriat                                                                                      | Routouang Mohamed Ndonga Christian |     |                |
| Ministre de l'Aviation civile et de la Météorologie nationale | Haliki Choua Mahamat               |     |                |
| Ministre de l'Élevage et des Productions animales | Abderahim Awat Ateib               |     |                |
| Ministre de l'Environnement, de la Pêche et du Développement durable                                                                                             | Mahamat Lazina                     |     |                |
| Ministre du Développement touristique et de l'Artisanat | Fayçal Ramat Issa                  |     |                |
| Ministre de la Culture et de la Promotion de la diversité | Achta Djibrine Sy                  |     |                |
| Ministre de la Femme, de la Famille et de la Protection de la petite enfance                                                                                     | Amina Priscille Longoh             |     | MPS            |
| Ministre secrétaire générale du gouvernement chargé de la Promotion du bilinguisme dans l'administration et des relations avec le Conseil national de transition | Mahamat Hamid Koua                 |     |                |
| Secrétaire d'État à la Réconciliation nationale et au Dialogue                                                                                                   | Djimadjibaye Kantangar Aimé        |     |                |
| Secrétaire d'État aux Affaires étrangères, à l'Intégration africaine et aux Tchadiens de l'étranger                                                              | Oumar Ibni Daoud                   |     |                |
| Secrétaire d'État à l'Économie, à la Planification du développement et à la Coopération internationale                                                           | Abderahim Younous Ali              |     |                |
| Secrétaire d'État aux Finances et au Budget | Ndolenodji Alixe Naïmbaye          |     |                |
| Secrétaire d'État à l'Enseignement supérieur, à la Recherche scientifique et à l'Innovation                                                                      | Mamadou Gana Boukar                |     |                |
| Secrétaire d'État à l'Éducation nationale | Saleh Bourma                       |     |                |
| Secrétaire d'État à la Santé publique et à la Solidarité nationale                                                                                               | Djiddi Ali Sougoudi                |     |                |
| Secrétaire d'État à la Jeunesse, aux Sports et à la Promotion de l'Entrepreneuriat                                                                               | Mbaigolmem Sebastien               |     |                |
| Secrétaire général adjoint du gouvernement | Rachelle Oualmi Bairra             |     |                |

### Remaniement du 25 février 2022
Les nouveaux ministres sont indiqués en gras, ceux ayant changé d'attributions en italique.
| Portefeuille | Nom                         | Nom | Parti          |
| --- | --------------------------- | --- | -------------- |
| Premier ministre | Albert Pahimi Padacké       |     | RNDT-Le Réveil |
| Ministre d’État chargé de la Réconciliation nationale et du dialogue                                                                                             | Acheikh Ibni Oumar          |     |                |
| Ministre des Affaires étrangères, de l’Intégration africaine et des Tchadiens de l’étranger                                                                      | Chérif Mahamat Zene         |     |                |
| Ministre de la Justice, garde des sceaux, chargé des Droits humains                                                                                              | Mahamat Ahmat Alhabo        |     | PLD            |
| Ministre délégué à la Présidence du conseil chargé de la Défense nationale, des anciens combattants et des victimes de guerre                                    | Daoud Yaya Brahim           |     |                |
| Ministre de la Communication, porte parole gouvernement | Abderaman Koulamallah       |     | UDT            |
| Ministre des Finances et du Budget | Tahir Hamid Nguilin         |     | MPS            |
| Ministre de l’Administration du territoire et de la Décentralisation                                                                                             | Mahamat Bechir Cherif       |     |                |
| Ministre du Développement agricole | Kamoungué Nee Dene-Assoum   |     |                |
| Ministre des Infrastructures et du Désenclavement | Patalet Geo                 |     |                |
| Ministre de la Femme, de la Famille et de la Protection de la petite enfance                                                                                     | Amina Priscille Longoh      |     | MPS            |
| Ministre de l'Élevage et des Productions animales | Abderahim Awat Ateib        |     |                |
| Ministre des Postes et de l’Économie numérique | Idriss Saleh Bachar         |     | MPS            |
| Ministre de la Formation professionnelle et des Métiers | Isabelle Housna Kassire     |     |                |
| Ministre de la Fonction publique, de l'Emploi et de la Concertation sociale                                                                                      | Brah Mahamat                |     |                |
| Ministre des Transports et de la Sécurité routière | Fatimé Goukouni Weddeye     |     |                |
| Ministre de l'Hydraulique urbaine et Rurale | Alio Abdoulaye Ibrahim      |     |                |
| Ministre de l'Environnement, de la Pêche et du Développement durable                                                                                             | Mahamat Lazina              |     |                |
| Ministre de l’Économie, de la Planification du développement et de la Coopération internationale                                                                 | Mahamat Hamid Koua          |     |                |
| Ministre du Commerce et de l'Industrie | Ali Djadda Kampard          |     |                |
| Ministre de la Sécurité publique et de l’Immigration | Idriss Dokony Adiker        |     |                |
| Ministre de la Santé et de la Solidarité nationale | Abdoulmadjid Abderahim      |     |                |
| Ministre de la Jeunesse, des Sports et de la Promotion de l'entrepreneuriat                                                                                      | Mahmoud Ali Seïd            |     |                |
| Ministre des Affaires foncières, du Développement de l'habitat et de l'urbanisme                                                                                 | Moussa Batraki              |     |                |
| Ministre de l’Enseignement supérieur, de la Recherche scientifique et de l’Innovation                                                                            | Ali Weïdou                  |     |                |
| Ministre des Mines et de la Géologie | Djerassem Le Bemadjiel      |     |                |
| Ministre du Pétrole et de l’Énergie | Oumar Torbo                 |     |                |
| Ministre de l’Éducation nationale et de la Promotion civique | Mogna Djihoumta             |     |                |
| Ministre de l'Aviation civile et de la Météorologie nationale | Hissein Tahir               |     |                |
| Ministre du Développement touristique et de l'Artisanat | Mounira Hassaballah         |     |                |
| Ministre de la Culture et de la Promotion de la diversité | Ndougona Bakasse Réradjim   |     |                |
| Ministre secrétaire générale du gouvernement chargé de la Promotion du bilinguisme dans l'administration et des Relations avec le Conseil national de transition | Haliki Choua                |     |                |
| Secrétaire d'État à la Réconciliation nationale et au Dialogue                                                                                                   | Djimadjibaye Kantangar Aimé |     |                |
| Secrétaire d'État aux Affaires étrangères, à l'Intégration africaine et aux Tchadiens de l'étranger                                                              | Oumar Ibni Daoud            |     |                |
| Secrétaire d'État à l'Économie, à la Planification du développement et à la Coopération internationale                                                           | Abderahim Younous Ali       |     |                |
| Secrétaire d'État aux Finances et au Budget | Ndolenodji Alixe Naïmbaye   |     |                |
| Secrétaire d'État à l'Enseignement supérieur, à la Recherche scientifique et à l'Innovation                                                                      | Mamadou Gana Boukar         |     |                |
| Secrétaire d'État à l'Éducation nationale | Saleh Bourma                |     |                |
| Secrétaire d'État à la Santé publique et à la Solidarité nationale                                                                                               | Djiddi Ali Sougoudi         |     |                |
| Secrétaire d'État à la Jeunesse, aux Sports et à la Promotion de l'entrepreneuriat                                                                               | Mbaigolmem Sebastien        |     |                |
| Secrétaire général adjoint du gouvernement | Rachelle Oualmi Bairra      |     |                |

### Remaniement du 9 juillet 2022
Les nouveaux ministres sont indiqués en gras, ceux ayant changé d'attributions en italique.
| Portefeuille | Nom                            | Nom | Parti          |
| --- | ------------------------------ | --- | -------------- |
| Premier ministre | Albert Pahimi Padacké          |     | RNDT-Le Réveil |
| Ministre d’État chargé de la Réconciliation nationale et du dialogue                                                                                             | Acheikh Ibni Oumar             |     |                |
| Ministre des Affaires étrangères, de l’Intégration africaine et des Tchadiens de l’étranger                                                                      | Chérif Mahamat Zene            |     |                |
| Ministre de la Justice, garde des sceaux, chargé des Droits humains                                                                                              | Mahamat Ahmat Alhabo           |     | PLD            |
| Ministre délégué à la Présidence du conseil chargé de la Défense nationale, des anciens combattants et des victimes de guerre                                    | Daoud Yaya Brahim              |     |                |
| Ministre de la Communication, porte parole gouvernement | Abderaman Koulamallah          |     | UDT            |
| Ministre des Finances et du Budget | Tahir Hamid Nguilin            |     | MPS            |
| Ministre de l’Administration du territoire et de la Décentralisation                                                                                             | Mahamat Bechir Cherif          |     |                |
| Ministre du Développement agricole | Oumar Ibn Daoud                |     |                |
| Ministre des Infrastructures et du Désenclavement | Patalet Geo                    |     |                |
| Ministre de la Femme, de la Famille et de la Protection de la petite enfance                                                                                     | Amina Priscille Longoh         |     | MPS            |
| Ministre de l'Élevage et des Productions animales | Abderahim Awat Ateib           |     |                |
| Ministre des Postes et de l’Économie numérique | Idriss Saleh Bachar            |     | MPS            |
| Ministre de la Formation professionnelle et des Métiers | Isabelle Housna Kassire        |     |                |
| Ministre de la Fonction publique, de l'Emploi et de la Concertation sociale                                                                                      | Brah Mahamat                   |     |                |
| Ministre des Transports et de la Sécurité routière | Fatimé Goukouni Weddeye        |     |                |
| Ministre du Commerce et de l'Industrie | Ali Djadda Kampard             |     |                |
| Ministre de l'Hydraulique urbaine et rurale | Alio Abdoulaye Ibrahim         |     |                |
| Ministre de l'Environnement, de la Pêche et du Développement durable                                                                                             | Mahamat Lazina                 |     |                |
| Ministre de l’Économie, de la Planification du développement et de la Coopération internationale                                                                 | Moussa Batraki                 |     |                |
| Ministre de la Sécurité publique et de l’Immigration | Idriss Dokony Adiker           |     |                |
| Ministre de la Santé et de la Solidarité nationale | Abdoulmadjid Abderahim         |     |                |
| Ministre de la Jeunesse, des Sports et de la Promotion de l'entrepreneuriat                                                                                      | Mahmoud Ali Seïd               |     |                |
| Ministre des Affaires foncières, du Développement de l'habitat et de l'Urbanisme                                                                                 | Ndolonodji Alix Naïmbaye       |     |                |
| Ministre de l’Enseignement supérieur, de la Recherche scientifique et de l’Innovation                                                                            | Ali Weïdou                     |     |                |
| Ministre des Mines et de la Géologie |                                |     |                |
| Ministre du Pétrole et de l’Énergie | Djerassem Le Bemadjiel         |     |                |
| Ministre de l’Éducation nationale et de la Promotion civique | Mogna Djihoumta                |     |                |
| Ministre de l'Aviation civile et de la Météorologie nationale | Hissein Tahir                  |     |                |
| Ministre du Développement touristique et de l'Artisanat | Mounira Hassaballah            |     |                |
| Ministre de la Culture et de la Promotion de la diversité | Ndougona Bakasse Réradjim      |     |                |
| Ministre secrétaire générale du gouvernement chargé de la promotion du bilinguisme dans l'administration et des relations avec le Conseil national de transition | Haliki Choua                   |     |                |
| Secrétaire d'État à la Réconciliation nationale et au Dialogue                                                                                                   | Djimadjibaye Kantangar Aimé    |     |                |
| Secrétaire d'État aux Affaires étrangères, à l'Intégration africaine et aux Tchadiens de l'étranger                                                              | Awatif Altidjani Ahmat Kaïboro |     |                |
| Secrétaire d'État à l'Économie, à la Planification du développement et à la Coopération internationale                                                           | Abderahim Younous Ali          |     |                |
| Secrétaire d'État aux Finances et au Budget | Saleh Bourma                   |     |                |
| Secrétaire d'État à l'Enseignement supérieur, à la Recherche scientifique et à l'Innovation                                                                      | Mamadou Gana Boukar            |     |                |
| Secrétaire d'État à l'Éducation nationale | Mbaïgolmem Sébastien           |     |                |
| Secrétaire d'État à la Santé publique et à la Solidarité nationale                                                                                               | Mbaïdedji Francine             |     |                |
| Secrétaire d'État à la Jeunesse, aux Sports et à la Promotion de l'Entrepreneuriat                                                                               | Wanledom Robertine             |     |                |
| Secrétaire général adjoint du gouvernement | Rachelle Oualmi Bairra         |     |                |